# Ondine (opéra)
Pour les articles homonymes, voir Ondine (homonymie).
Ondine (en russe : Ундина) est le second opéra composé par Piotr Ilitch Tchaïkovski. Il l'a créé sur le livret déjà existant de Vladimir Sollogoub, utilisé pour l'opéra éponyme d'Alexeï Lvov. Il est basé sur la traduction du conte en vers Ondine de Friedrich de La Motte-Fouqué — l'un des auteurs préférés de Tchaïkovski — par Vassili Joukovski.
C'est un opéra en trois actes. La première représentation, partielle, eut lieu au théâtre Bolchoï à Moscou, le 28 mars 1870.

## Création et historique
L'opéra a été composé entre janvier et juin 1869. Tchaïkovski, alors âgé de 28 à 29 ans, a travaillé rapidement et avec enthousiasme. Il était pressé, car il comptait sur la promesse des théâtres de l'Empire de mettre en scène l'opéra si la partition était prête en automne 1869. La promesse n'a pas été tenue, et en mai 1870, l'opéra a été retoqué par le conseil de chefs d'orchestre dirigé par Constantin Liadov (père d'Anatoli Liadov). Tchaïkovski a récupéré sa partition, et l'a détruite en 1873 afin qu'Ondine ne paraisse plus sur scène, n'en gardant que quelques fragments. Une reconstitution partielle a été effectuée par Vissarion Chebaline.
Les seuls extraits qui subsistent sont :
- Le prélude, réutilisé dans Snégourotchka ;
- L'air d'Ondine « Водопад мой дядя, ручеек мой брат » (Mon oncle est une cascade, mon frère un filet d'eau), réutilisé aussi dans Snégourotchka ;
- L'air du chœur « Спасайтесь, спасайтесь ! » (Sauvez-vous, sauvez-vous !) ;
- Le duo entre Ondine et Huldbrandt « О, счастье, миг блаженный » (Ô heureux, bienheureux instant) ;
- Le finale du chœur « О, смерти час, последний час » (Ô, l'heure de la mort, dernière heure).

Les airs suivants ont été conservés mais sont mal connus :
- La procession de mariage, réutilisée dans la Symphonie nº 2 ;
- Le duo d'Ondine et Huldbrandt « Ундина, забудь мои преступленья » (Ondine, oublie mes crimes), réutilisé dans Le Lac des cygnes,.

Ondine a été une étape importante pour la composition ultérieure du Lac des cygnes et de Snégourotchka.

## Personnages
- Goldman, un vieux pêcheur (basse)
- Bertha, sa femme (mezzo-soprano)
- Ondine, leur fille adoptive (soprano)
- Huldbrandt, chevalier (ténor)
- Le Duc (basse)
- Berthalda, la fille du duc (mezzo-soprano)

## Argument

### Premier acte
La pêcheur Goldman et sa femme Bertha sont dans leur hutte, s'inquiétant de l'absence de leur fille adoptive Ondine, un esprit des eaux. Tout à coup, Huldtbrandt, un chevalier, arrive à la recherche d'un abri pour la nuit. Il leur explique qu'il s'est perdu dans la forêt obscure, mais qu'il a été sauvé par une jeune femme merveilleusement belle. Leur conversation est interrompue par l'apparition d'Ondine, en qui Huldtbrandt reconnaît sa guide. Le chevalier, oublieux de sa fiancé Berthalda, déclare son amour à Ondine ; cette dernière joue la séduction avec lui, puis prend la fuite. Huldbrandt s'endort, et est réveillé par la réapparition d'Ondine. Ils décident de se marier. Ils quittent le pêcheur et sa femme ; alors qu'ils s'en vont de la hutte, une tempête commence. Le chevalier progresse avec Ondine sur son épaule.

### Deuxième acte
Le Duc est très en colère à cause du mariage d'Huldbrandt avec Ondine, pare qu'il est le père adoptif de Berthalda. Ondine arrive avec son père pour assister à la fête d'anniversaire de Berthalda. Cette dernière est toujours amoureuse d'Huldbrandt, et très jalouse d'Ondine. Cependant, Huldbrandt a également des élans amoureux pour Berthalda. Ondine les surprend ensemble, et révèle que Berthalda est en réalité la fille de Goldmann et Bertha, ses parents adoptifs. Furieux, le chevalier met dehors Ondine, et elle se jette dans le Danube. Il veut la sauver d'une mort certaine, mais en est empêché par les invités.

### Troisième acte
Huldbrandt est à nouveau amoureux d'Ondine et se lamente de sa mort. Mais il doit se marier à Berthalda. Le chevalier la suit à contrecœur à l'église, mais la procession est interrompue par le duc, qui dit qu'Ondine lui a rendu visite pendant la nuit, exigeant que la noce soit annulée. Le Duc est secondé par Goldman, qui refuse pour la même raison que sa fille Berthalda épouse le chevalier. Alors que Berthalda proteste, Ondine émerge d'un puits, et la procession de mariage se disperse, effrayée. Dans le tumulte, Huldbrandt se précipite, très agité, suivi d'Ondine. Après qu'ils ont chanté un duo d'amour, il s'effondre mort à ses pieds. Ondine chante une lamentation sur son corps, puis est transformée en fontaine.

## Orchestration
| Orchestre en fosse d'Ondine                               |
| Cordes                                                    |
| violons, altos, violoncelles, contrebasses, harpe, piano  |
| Bois                                                      |
| 1 piccolo, 2 flûtes, 2 hautbois, 2 clarinettes, 2 bassons |
| Cuivres                                                   |
| 4 cors, 3 trompettes, 3 trombones, 1 tuba                 |
| Percussions                                               |
| Timbales, triangle, cymbales, tambour                     |

## Fait intéressant
Après la mort de Tchaïkovski, son adversaire idéologique César Cui pensa composer un opéra sur le même thème. Le projet est resté au stade d'ébauche, abandonné en 1904. Le livret utilisé aurait été celui écrit par Modeste Tchaïkovski, frère de Piotr Ilitch, à l'origine réalisé pour Sergueï Rachmaninov.

## Représentation notable
En 1982, les airs d'Ondine, le duo Ondine-Hilbrand et la fin du premier acte ont été joués sous la direction d'Evgueni Akoulov (ru) par le chœur et orchestre de la Télévision centrale et de la radio de l'Union. Ondine était jouée par Tamara Milachkina et Huldbrandt par Evgueni Raïkov (ru).